# Raza superior
Raza superior y raza inferior son conceptos ligados al de raza, que se aplican atendiendo a criterios pseudocientíficos para diferenciar presuntamente razas humanas entendidas como superiores o inferiores. Tanto entre las civilizaciones históricas como entre las culturas primitivas estudiadas por la antropología, ha sido frecuente la identificación de la comunidad humana propia como una raza diferente y superior a las demás comunidades humanas, identificadas como inferiores. En el mundo contemporáneo, la mayor parte de las referencias a raza superior y razas inferiores se centran en el concepto de supremacía racial ligado a la teoría nórdica surgida a finales del siglo XIX y a la terminología nazi.

## Edades Antigua, Media y Moderna
Las teorías que defienden la existencia de razas superiores y razas inferiores pueden rastrearse desde la Antigüedad y estuvieron presentes en la Edad Media. Particularmente se desarrollaron para el caso del antisemitismo, en el que se mezclaba de forma poco diferenciable el racismo como fenómeno intelectual o popular, la intolerancia religiosa desde el punto de vista político y el odio religioso en todas sus manifestaciones. En la España del siglo XV se elaboró un complejo sistema justificativo de la discriminación hacia los cristianos nuevos con los estatutos de limpieza de sangre, que a pesar de la condena papal continuaron vigentes durante todo el Antiguo Régimen en España. Durante la Era de los descubrimientos los argumentos intelectuales que implicaban desigualdades intrínsecas entre europeos y americanos, cuyo carácter racista era evidente en ambos lados de la polémica de los justos títulos (cuyos argumentos eran fundamentalmente teológicos, jurídicos y filosóficos) fueron debatidas y rechazadas como posible justificación del dominio español sobre los naturales (indígenas americanos), aunque no se descartaban de forma tan clara como posible justificación de la esclavitud de los negros.

## SigloXIX
La justificación del imperialismo y el colonialismo del siglo XIX se hizo fundamentalmente desde el punto de vista de la superioridad cultural de la civilización sobre el salvajismo o la barbarie, con categorías culturales provenientes de la Ilustración o del cristianismo misionero, que en ambos casos suponían la igualdad esencial del género humano, e incluso la superioridad moral del buen salvaje sobre la degeneración del hombre civilizado; diferencias no biológicas sino culturales que en cualquier caso justificaban de forma paternalista el dominio de este sobre aquel, bien para salvar su alma, bien para hacerle acceder a la senda del progreso (positivismo). Con similares características se impuso la paulatina extensión del abolicionismo de la esclavitud.
El nacionalismo tuvo en cada caso nacional un componente más o menos centrado en características identitarias étnicas, raciales, culturales o la voluntad popular, pero en todos los casos significó un gigantesco esfuerzo ideológico para la constitución de comunidades nacionales homogéneas (construcción nacional) que implicaba la hipervaloración de los rasgos nacionales propios en contraposición de los ajenos. En el caso alemán, tuvieron una especial importancia las referencias constantes a los mitos de origen germánicos, popularizados por la literatura romántica y por la música de Wagner.
El Ensayo sobre la desigualdad de las razas humanas del Conde de Gobineau (1853-1857) planteaba la superioridad de una raza nórdica blanca o raza blanca simplemente (de extensión limitada al norte de los Alpes) sobre una raza nórdica roja o raza eslava (de ahí saldría el antiespasmódico hitleriano) y una raza negra de definiciones igualmente imprecisas.
En la segunda mitad del siglo XIX, la popularización de la teoría de la evolución derivó en un darwinismo social que aplicaba de forma acientífica a las clases sociales y otros grupos humanos conceptos desvirtuados de origen evolucionista, como el de la supervivencia del más apto en la lucha por la vida. La eugenesia y las teorías racistas se desarrollaron en Inglaterra y Alemania (nordicismo (teoría según la cual los nórdicos eran la especie aria según Himmler), mientras que en Estados Unidos la derrota del Sur esclavista en la guerra de Secesión no implicó el abandono de las tesis racistas, sino el desarrollo de movimientos en favor del supremacismo nórdico.
A finales del siglo XIX y comienzos del XX, periodo de la paz armada en que las potencias se preparaban para el inevitable estallido de la Primera Guerra Mundial, era usual la utilización del concepto de razas superiores para las naciones emergentes y razas inferiores para naciones decadentes, ejemplificados en la guerra hispano-norteamericana de 1898 y la guerra ruso-japonesa de 1905. El regeneracionismo español que nació como respuesta al desastre del 98 tuvo las meditaciones acerca de los conceptos de raza y de virilidad entre sus tópicos.

## SigloXX
El totalitarismo del periodo de entreguerras plantearon una negación radical del individualismo demo-liberal para plantear salidas colectivas extremas: la exaltación de la unidad de raza, pueblo, nación y estado del fascismo. La identificación de la propia nación con una raza característica, singular y portadora de valores eternos era una característica presente en todos los movimientos fascistas, pero se encontraba particularmente exacerbada en la Alemania nazi. Se excluyó de la ciudadanía alemana, diseñada en términos raciales (Volksgemeinschaft), a los judíos, empleados como chivo expiatorio de todo tipo de problemas sociales (teoría de la conspiración judeomasónica, leyes de Núremberg, Holocausto); y se inició una agresiva política expansiva con terribles consecuencias especialmente en el Este de Europa, entendido como un espacio a disputar entre los eslavos —raza inferior— y los germanos —superior— desde la Edad Media (Drang nach Osten) y que, explicitado en la hitleriana teoría del lebensraum (espacio vital, Mein Kampf), condujo a la Segunda Guerra Mundial.
El nacionalismo japonés, con una política expansionista similar en Asia Oriental, desarrolló conceptos hasta cierto punto similares, aunque no explicitados como superioridad racial (véase militarismo japonés).
La derrota alemana en la Segunda Guerra Mundial conllevó el desprestigio de todo tipo de teorías racistas, e incluso puso en sospecha cualquier intento intelectual de defender determinaciones biológicas o físicas (determinismo).